# Abby Dalton
Abby Dalton, pseudonimo di Gladys Marlene Wasden (Las Vegas, 15 agosto 1932 – Los Angeles, 23 novembre 2020), è stata un'attrice statunitense.

## Carriera
Abby Dalton è nata il 15 agosto 1932 a Las Vegas. Durante la sua adolescenza, incomincia a prendere lezioni di danza e recitazione.

### Televisione
Ha incominciato a lavorare nel mondo della televisione e del cinema fin da giovane, facendo numerose apparizioni in serie televisive, lavorando, inoltre, con numerosi artisti, tra i quali James Garner e Clint Eastwood, nella serie Maverick Nel 1958, interpreta l'interesse amoroso di Richard Boone, nella serie western Have Gun - Will Travel. Nel 1959, interpreta Elizabeth Bingham in un episodio della serie Sugarfoot.

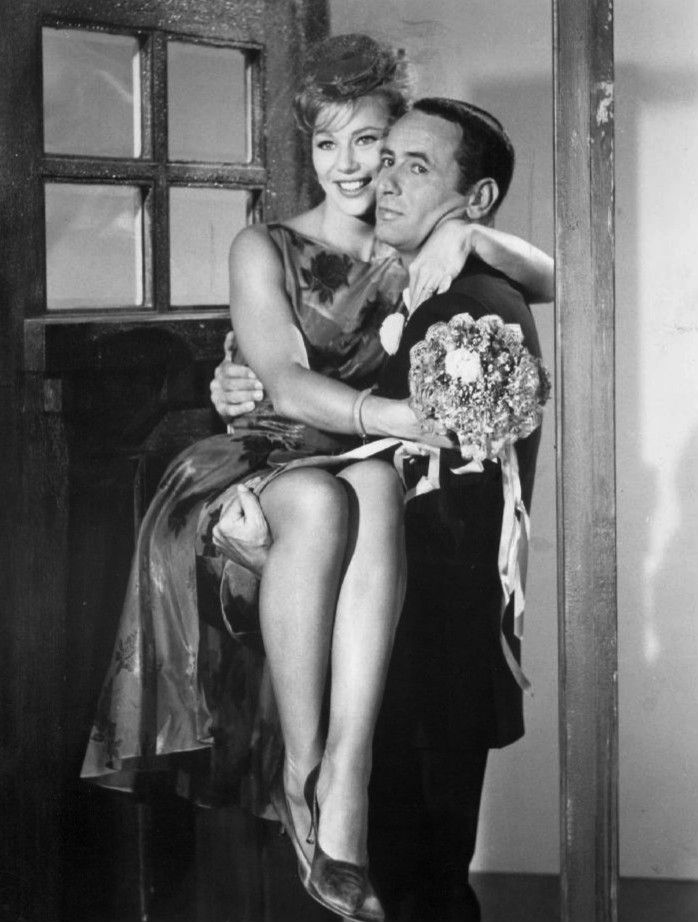
Abby Dalton e Joey Bishop in una puntata di The Joey Bishop Show, il 15 settembre 1962

Dal 1959 al 1962, interpreta l'infermiera Martha Hale nella serie Hennesey, per la quale è stata candidata agli Emmy Dal 1962 al 1965 ha interpretato Ellie Barnes, la moglie di Joey Bishop, in The Joy Bishop Show.
Successivamente è apparsa in altri programmi televisivi della NBC, tra cui Match Game, Hollywood Squares, Super Passwod e Here's Hollywood.

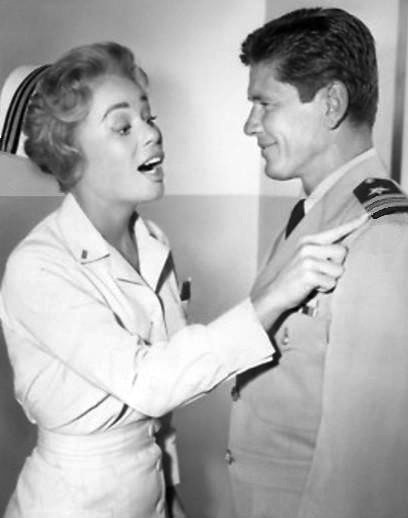
Dalton con Charles Bronson in Hennesey, nel 1960

Dalton era stata scelta per il ruolo della moglie di Barney, nella serie Barney Miller però, dopo la prima puntata, il ruolo venne affidato a Barbara Barrie.
Negli anni '80, ha interpretato l'enologa Julia Cumson in Falcon Crest. Nella serie, Julia è la figlia di Angela Channing, interpretata da Jane Wyman, e la madre di Lance Cumson, interpretato da Lorenzo Lamas. Dopo aver lasciato la serie, ha avuto piccoli ruoli in Hotel e in La signora in giallo.

### Film
Nel 1957, ha recitato in alcuni film, tra cui L'adolescente bambola e Carnevale rock, e La leggenda vichinga. Il suo primo ruolo da protagonista fu nel film del 1957 Rock tutta la notte. L'anno successivo, ha recitato in L'alto prezzo dell'amore e Cole il fuorilegge. Nel 1966, interpreta Calamity Jane in I dominatori della prateria, recitando assieme a Don Murray.

## Vita privata
Nel 1960, ha sposato Jack Smith, dal quale ha avuto tre figli, fra cui l'attrice Kathleen Kinmont. È morta il 23 novembre 2020, a Los Angeles, a causa di una lunga malattia.

## Filmografia

### Cinema
- Rock tutta la notte (Rock All Night), regia di Roger Corman (1957)
- L'adolescente bambola (Teenage Doll), regia di Roger Corman (1957)
- Carnevale rock (Carnival Rock), regia di Roger Corman (1957)
- La leggenda vichinga (The Saga of the Viking Women and Their Voyage to the Waters of the Great Sea Serpent), regia di Roger Corman (1957)
- Cole il fuorilegge (Cole Younger, Gunfighter), regia di R.G. Springsteen (1958)
- Girls on the Loose, regia di Paul Henreid (1958)
- G-Men della quinta strada (Stakeout on Dope Street), regia di Irvin Kershner (1958)
- L'alto prezzo dell'amore (The High Cost of Loving), regia di José Ferrer (1958)
- I dominatori della prateria (The Plainsman), regia di David Lowell Rich (1966)
- Pussy la balena buona (A Whale of a Tale), regia di Ewing Miles Brown (1977)
- Roller Blade Warriors: Taken by Force, regia di Donald G. Jackson (1989)
- Cyber Tracker - I replicanti (Cyber Tracker), regia di Richard Pepin (1994)
- Buck e il braccialetto magico (Buck and the Magic Bracelet), regia di Tonino Ricci (1998)
- Prank, regia di Danielle Harris e Heather Langenkamp (2008)

### Televisione
- Schlitz Playhouse of Stars – serie TV, episodio 7x35 (1958)
- The Rifleman – serie TV, episodio 1x04 (1958)
- Have Gun - Will Travel – serie TV, episodio 2x09 (1958)
- Jefferson Drum – serie TV, episodio 2x10 (1958)
- Sugarfoot – serie TV, episodio 2x09 (1959)
- Maverick – serie TV, episodio 2x19 (1959)
- Gli uomini della prateria (Rawhide) – serie TV, episodio 1x08 (1959)
- Mike Hammer – serie TV, episodio 2x21 (1959)
- The Chevy Mystery Show – serie TV, episodio 1x07 (1960)
- Hawaiian Eye – serie TV, episodio 3x29 (1962)
- Hennesey – serie TV, 95 episodi (1959-1962)
- The Joy Bishop Show – serie TV, 91 episodi (1962-1965)
- The Danny Thomas Hour – serie TV, episodio 1x02 (1967)
- Io e i miei tre figli (My Three Sons) – serie TV, episodio 8x28 (1968)
- La tata e il professore (Nanny and the Professor) – serie TV, episodio 2x08 (1970)
- Febbre d'amore (The Young and the Restless) – serie TV (1973)
- Love, American Style – serie TV, 3 episodi (1970-1974)
- Sulle strade della California (Police Story) – serie TV, episodio 1x14 (1974)
- Apple's Way – serie TV, episodio 1x08 (1974)
- Barney Miller – serie TV, episodio 1x0 (1974)
- Adams of Eagle Lake – serie TV, 2 episodi (1975)
- Una famiglia americana (The Waltons) – serie TV, episodio 4x20 (1976)
- The Feather and Father Gang – serie TV, episodio 1x10 (1977)
- Love Boat (The Love Boat) – serie TV, 2 episodi (1983-1984)
- Hardcastle & McCormick – serie TV, episodio 2x17 (1986)
- Falcon Crest – serie TV, 98 episodi (1981-1986)
- La signora in giallo (Murder, She Wrote) – serie TV, episodio 3x09 (1986)
- Hotel – serie TV, 2 episodi (1983-1987)
- L.A. Heat – serie TV, episodio 1x26 (1997)

## Doppiatrici italiane
Nelle versioni in italiano dei suoi film, Abby Dalton è stata doppiata da:
- Maria Pia Di Meo in Cole il fuorilegge
- Ada Maria Serra Zanetti in Falcon Crest
- Fabrizia Castagnoli ne La signora in giallo